# Kazańska demonstracja

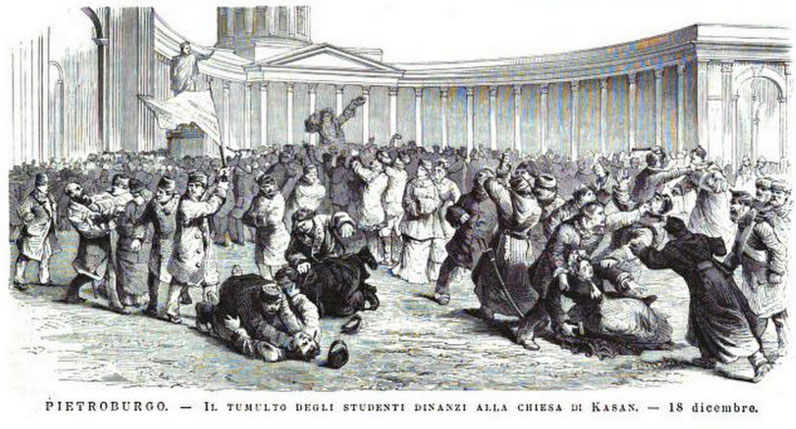

Kazańska demonstracja (ros. Казанская демонстрация, Kazanskaja diemonstracyja lub демонстрация у Казанского собора, diemonstracyja u Kazanskogo sobora) – demonstracja polityczna zorganizowana na placu Kazańskim w Petersburgu 6 grudnia?/18 grudnia 1876 r. przez działaczy narodnickiej organizacji Ziemla i Wola. Pierwsza w historii Rosji uliczna manifestacja polityczna, a zarazem pierwsza w Rosji demonstracja, podczas której jako symbolu protestu użyto czerwonego sztandaru.

## Tło wydarzeń
Demonstrację zorganizowała tajna organizacja Ziemla i Wola („Ziemia i wolność”), stawiająca sobie za cel obalenie caratu, obalenie kapitalizmu w Rosji i przekazanie władzy w ręce chłopów, odtworzona w tym samym roku w Petersburgu. Bezpośrednim celem zgromadzenia miało być wyrażenie solidarności z więźniami politycznymi i protest przeciwko ciężkim warunkom odbywania kary w rosyjskich więzieniach. Działacze Ziemli i Woli, mając w pamięci klęskę poprzedniej taktyki organizacji („pójście w lud”, próby agitacji wśród chłopów), mieli nadzieję, że publiczne wystąpienie antycarskie zaniepokoi rząd, a społeczeństwo pobudzi do aktywności politycznej. Jako dzień demonstracji wybrano niedzielę, dzień wspomnienia popularnego wśród prawosławnych Rosjan świętego Mikołaja. Z kolei na miejsce demonstracji wybrano plac przed soborem Kazańskiej Ikony Matki Bożej, gdyż w miejscu tym uczestnicy protestu mogli zebrać się w większej grupie, nie wzbudzając szczególnych podejrzeń, udając, że zamierzają wziąć udział w nabożeństwie w cerkwi.

## Przebieg wydarzeń
Na demonstrację stawiło się łącznie około czterystu osób (według carskiej policji politycznej 150–200 osób), znacznie mniej, niż spodziewali się organizatorzy. Byli to głównie studenci, robotników było niewielu. Przed demonstracją organizatorzy zamówili w cerkwi molebień (krótkie nabożeństwo intencyjne) w intencji Nikołaja Czernyszewskiego. Chociaż zgromadzenie przed soborem zwróciło uwagę przechodniów spacerujących na przebiegającym wzdłuż świątyni reprezentacyjnym Newskim Prospekcie, wiele osób nie zorientowało się, jaki jest jego cel. Krążyły plotki, że chodzi o uroczyste powitanie cara, ogłoszenie nowej wojny z Turcją, modlitwę w intencji poległych w Serbii lub że podawana jest informacja o kolejnym polskim powstaniu zbrojnym.
Przemówienie do zgromadzonych wygłosił Gieorgij Plechanow. Mówił o nadużyciach carskich urzędników na wsi, a także o wyzysku robotników w miastach. Robotnik Jakow Potapow rozwinął czerwony sztandar z zapisaną na nim na biało nazwą organizacji Ziemla i Wola. Po pół godzinie od rozpoczęcia zgromadzenia na miejscu pojawiła się policja, która rozpoczęła zatrzymania uczestników. Demonstranci zaczęli się bronić. Razem z policją wystąpiła przeciw nim część przypadkowych świadków, w tym stróże i sklepikarze. Jakow Potapow, który oddalił się z placu Kazańskiego razem z działaczką Ziemli i Woli Wierą Figner i jej siostrą, został wskazany policjantom przez chłopa Riabinina.
Ostatecznie policja aresztowała 31 (według innego źródła – 36) demonstrantów, wśród których nie było jednak głównych organizatorów protestu. Plechanowowi udało się ukryć przy pomocy towarzyszy, jeden z liderów Ziemli i Woli Aleksandr Michajłow nie został uznany za demonstranta, gdyż był ubrany w drogi strój. Piętnaście osób zwolniono, inni zatrzymani przebywali w areszcie do 1877 r. Stanęli następnie przed sądem, oskarżeni o „zuchwałe naruszenie ustanowionego sposobu rządzenia” i stawianie oporu policji (art. 252 i art. 90 rosyjskiego kodeksu karnego). Pięć osób zostało skazanych na wieloletnią katorgę (kary od 10 do 15 lat), dziesięć – na zesłanie na Syberię. Trzy osoby, w tym Jakowa Potapowa, jako nieletnie, polecono umieścić w monasterach w celach wychowawczych. Najdłuższy wyrok usłyszał narodnik Archip Jemieljanow, zatrzymany pod fałszywym nazwiskiem Bogolubow, u którego policja znalazła rewolwer. W odwecie za wychłostanie go w areszcie Wiera Zasulicz przeprowadziła głośny zamach na naczelnika miejskiej policji Fiodora Triepowa. Proces i surowe kary wymierzone uczestnikom protestu miały znacznie większy rezonans społeczny niż sama demonstracja.
Protest upamiętnia tablica pamiątkowa.